# Leucoma flavosulphurea
Leucoma flavosulphurea är en fjärilsart som beskrevs av Nicolas Grigorevich Erschoff 1872. Leucoma flavosulphurea ingår i släktet Leucoma och familjen tofsspinnare. Inga underarter finns listade i Catalogue of Life.